# Labyrinth (groupe)
Labyrinth (également connu sous le nom Labÿrinth) est un groupe de power metal italien, originaire de Massa. Formé en 1991, le groupe subit un changement dans le style et les thèmes après le départ d'Olaf Thorsen en 2002.

## Biographie

### Débuts (1991–1994)
Labyrinth est formé en 1991 et comprend Franco Rubulotta (Frank Andiver, batterie), Luca Contini (Ken Taylor, claviers), Andrea Bartoletti (basse), Andrea Cantarelli (Anders Rain, guitare solo), Carlo Andrea Magnani (Olaf Thorsen, guitare solo), Fabio Tordiglione (Joe Terry, chant).
Le groupe publie sa première démo, Midnight Resistance. La démo est bien accueillie dans les magazines spécialisés italiens et allemands, ce qui mène le groupe à signer au label indépendant Underground Symphony. Andrea Bartoletti quitte le groupe, et est remplacé par Chris Breeze (Cristiano Bertocchi). Piece of Time, leur premier EP, marque la direction speed metal du groupe.

### DeNo LimitsàSons of Thunder(1995–2001)
En 1995, No Limits est publié et l'intérêt des fans et des labels indépendants s'accroit. Le groupe assoit sa popularité en Europe, et à l'outre-mer où des labels comme Teichiku Records au Japon, offrent au groupe la possibilité de distribuer l'album. Le groupe est cité dans le top 10 du magazine japonais Burrn! pendant près de six mois. Joe Terry (Fabio Tordiglione) quitte le groupe pour devenir le futur chanteur de Rhapsody of Fire.
En 1997, Frank Andiver (Franco Rubulotta) et Ken Taylor (Luca Contini) quittent le groupe ; et Rob Tyrant (Roberto Tiranti), Mat Stancioiu (Mattia Stancioiu) et Andrew McPauls (Andrea De Paoli) les remplacent tous. Ensemble, ils enregistrent une nouvelle démo, et gagnent l'intérêt de Metal Blade Records auquel ils se joignent. Ils prennent six mois pour enregistrer leur deuxième album, Return to Heaven Denied et, avant sa sortie, prennent part au festival Gods of Metal, avec des groupes comme Black Sabbath, Pantera, Helloween, et Blind Guardian. Return to Heaven Denied est un succès. Peu après la sortie du nouvel opus, le chanteur Rob Tyrant quitte le groupe, et est remplacé par Morby de Domine qui reste avec Labyrinth pendant sa tournée européenne avec Pegazus et d'autres groupes comme HammerFall et Primal Fear. Après quelques mois, ils effectuent une tournée italienne avec Heimdall. Puis, Rob Tyrant revient dans le groupe. Après une courte pause, le groupe entre en studio enregistrer l'EP Timeless Crime, qui comprend des chansons de leur démo-cassette Midnight Resistance et des albums No Limits et Return to Heaven Denied.
Après ces festivals, le groupe entre en studio pour enregistrer l'album Sons of Thunder. En soutien à l'album, le groupe joue plusieurs festivals européens, comme le Wacken Open Air et le Rock Machina 2000 en Espagne. À la fin d'août 2000, Sons of Thunder atteint la 52e place des classements japonais, et la 26e des classements italiens. Le groupe tourne ensuite en Amérique du Sud avec Vision Divine.
Le groupe organise sa première tournée italienne en février 2001 aux côtés de Sigma (ex-Love Machine), puis européenne avec Helloween et Nocturnal Rites en soutien à Iron Savior. Le groupe organise, en mars 2002, une tournée appelée Italian Attack à laquelle Domine, White Skull, Skylark, Novembre, et Centurion participent. Cette tournée permet à Labyrinth de se populariser encore plus. En mai la même année, le groupe commence à écrire de nouvelles chansons. Entretemps, Olaf Thorsen quitte le groupe pour rejoindre Vision Divine, tandis que Mat Stancioiu et Andrew McPauls quittent Vision Divine pour se consacrer à Labyrinth. En juillet, la première démo de la nouvelle formation Labyrinth est publiée. Pour la première fois, les membres décident d'utiliser leurs véritables noms : Andrea Cantarelli, Roberto Tiranti, Andrea De Paoli, Cristiano Bertocchi, et Mattia Stancioiu. Cette nouvelle démo leur permet d'être distribué par Century Media Records en Europe et en Amérique, V2 Records en Italie, et King Records au Japon.

### LabyrinthetFreeman(2002–2005)
En janvier 2002, Labyrinth se met à l'enregistrement de son premier album studio, auto-produit. Il est enregistré au studio Noise Factory à Milan, en Italie, et masterisé au House of Audio en Allemagne. Le 24 avril 2003, Labyrinth signe avec Century Media Records. La sortie est annoncée pour le 30 juin 2003, mais ensuite repoussée le 4 juillet en Italie. Le 9 août 2003, Labyrinth joue au Agglutination Metal Festival à Chiaromonte, en Italie, aux côtés de groupes comme Vader, Virgin Steele et Elvenking.
Roberto Tiranti prend part à The Ten Commandments jusqu'en début 2004. Après l'été, le groupe se prépare à tourner pour leur nouvel album. En décembre 2003, le groupe se prépare à enregistrer un nouvel album prévu pour fin 2004. En décembre toujours, Rob Tyrant (Roberto Trianti) participe à l'opéra rock Genius 'Episode II, avec notamment Eric Martin (ex-Mr. Big), Russell Allen (de Symphony X), Jeff Martin (de Racer X), Mark Boals (ex-Yngwie Malmsteen), Daniel Gildenlöw (de Pain of Salvation), Liv Kristine (ex-Theatre of Tragedy), et Edu Falaschi (d'Angra). Le 9 décembre 2004, ils jouent un concert à Londres au Underworld Cadmen avec Dream Evil, une semaine avant leur signature avec le label Arise Records.
Le 22 février 2005, Labyrinth annonce les dates de leur tournée italienne en soutien à leur album Freeman. La tournée comprend sept différentes dates, entre le 25 mars 2005 et jusqu'au 16 avril 2005. Suite de Labyrinth (2003), Freeman est enregistré aux Elnor Studios et prévu le 4 mars 2005 par Arise Records. Il est publié en mars 2005 qui se caractérise par des riffs agressifs et des parties mélodiques transposés. La version italienne comprend un DVD bonus de leur concert à Tokyo (au Banzai Tour 2004), un best-of London Cadmen Underworld (du 13 novembre 2004), les clips L.Y.A.F.H. et Freeman, des images, et leur discographie,. Plus tard, le 21 mars 2005, Headrush, un groupe de hard rock italien qui fait participer l'ancien guitariste de Dokken, Alex De Rosso et le chanteur de Labyrinth, Roberto Tiranti, publie son premier album en Europe chez Frontiers Records (et au Japon chez King Records). Aussi en mars 2005, le chanteur Roberto Tiranti participe à l'album Heart and Anger de Secret,. Cet été, après le Lorca Rock Festival en Espagne, Labyrinth joue en Italie un total de 17 concerts et joue en soutien à Dream Theater et Angra pendant trois concerts du 21 au 23 juin en Italie (le 21 juin 2005 à Florence, le 22 juin 2005 à Ascoli Piceno, et le 23 juin à Padoue) avec Angra. Ensuite, le 14 août 2005, Labyrinth prend part au Metalway Festival à Gernika-Bilbao avec des groupes comme Manowar, Saxon, Accept, Motörhead, et W.A.S.P.,.

### Days to Nowhere(2006–2009)

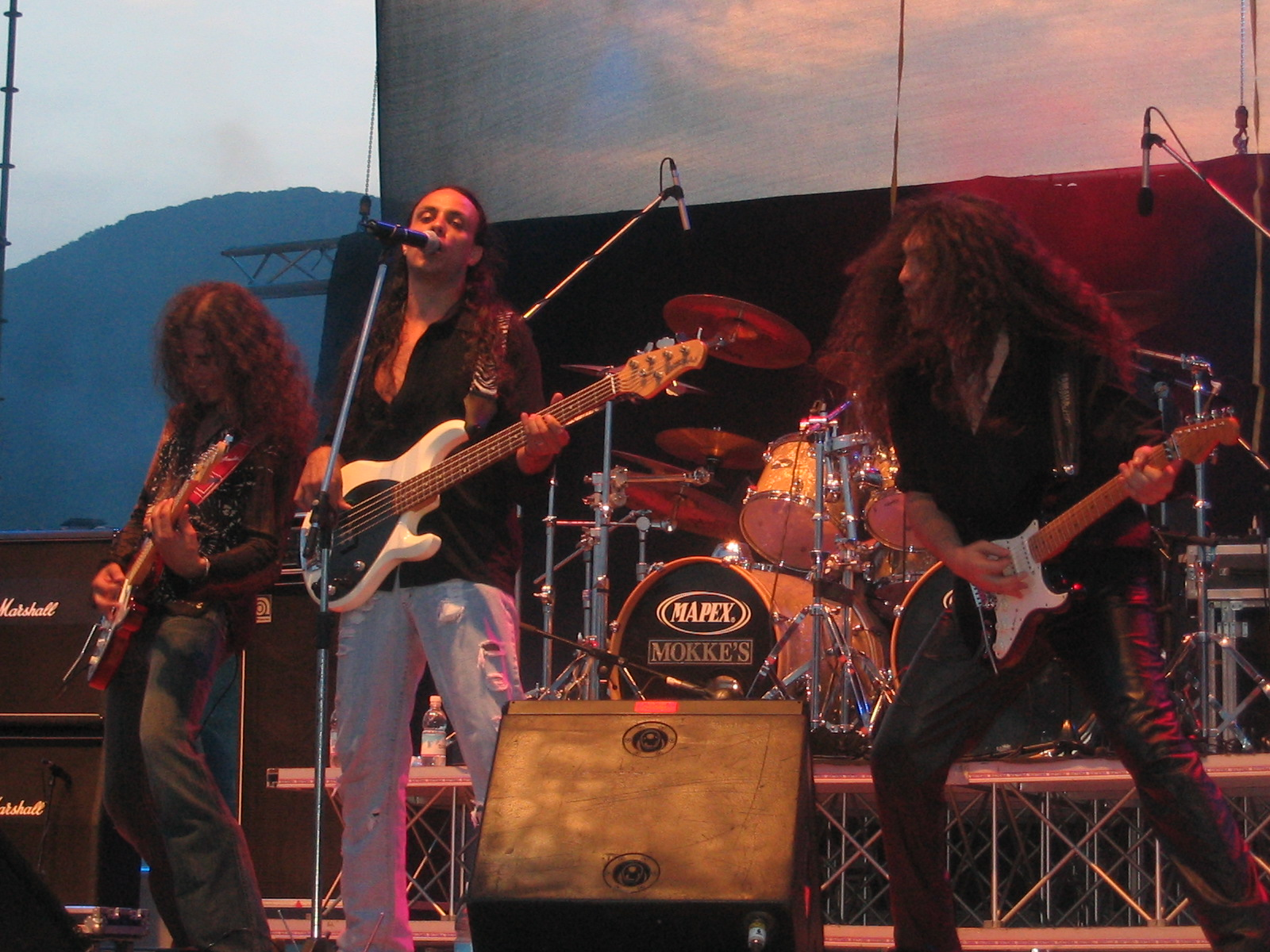
Labyrinth au Evolution Festival en 2006.

L'année 2006 démarre mal, Cristiano Bertocchi ayant quitté le groupe pour se consacrer à une carrière solo. Le groupe joue deux concerts avec le bassiste Mattia, au Mesiano de Trente et à l'Evolution Festival, puis passe le reste de l'année à écrire un nouvel album, 6 Days to Nowhere. En décembre 2006, Heraldry publie l'album Delirium, qui fait participer Roberto Tiranti au chant.
À la fin de 2006, Labyrinth signe au label Scarlet Records, pour sortir l'album 6 Days to Nowhere. Entre le 26 février et le 9 mars, 6 Days to Nowhere est publié à l'international. Le mastering de l'album s'effectue aux Abbey Road Studios à Londres. Le groupe tourne ensuite en Europe (une seule date en Suède et le reste en Italie) et au Japon, entre le 27 octobre 2007 et le 2 mars 2008. Le 3 novembre 2007 Labyrinth participe au Växjö Metal Festival III, à Växjö, en Suède, aux côtés de Jorn, Grave, Heed, Bloodbound, Engel et Pagan's Mind. Pier Gonella se charge de la guitare sur l'album Draculea de Necrodeath. Roberto Tiranti, lui, participe à la chanson It Will Be Not this Blues de l'album Little Hard Blues de Ranfa.
Le 22 janvier 2008, Andrea De Paoli apparitra dans le premier album d'Expedition Delta, qui sera publié au label ProgRock Records. En été 2008, Pier Gonella quitte le groupe pour se consacrer à Necrodeath et à son nouveau projet de heavy metal Mastercastle. Le 11 septembre 2009, Olaf se réunit avec Labyrinth pour enregistrer Return to Heaven Denied Pt. II: "A Midnight Autumn's Dream", la suite de Return to Heaven Denied (1998).

### Architecture of a God(depuis 2010)
En 2011, ils jouent avec Sonata Arctica. En 2014, Roberto Tiranti annonce son départ du groupe pour une carrière solo ; il est remplacé par Mark Boals.
En 2016, le groupe annonce un nouvel album prévu au label Frontiers Music Srl en 2017. Le groupe se réunira avec les membres fondateurs Olaf Thorsen et Andrea Cantarelli à la guitare avec Roberto Tiranti au chant, John Macaluso (ex-Ark, Yngwie Malmsteen, James Labrie, Riot, Starbreaker, et TNT) à la batterie, Oleg Smirnoff (former Vision Divine, Eldritch, Death SS) aux claviers, et Nik Mazzucconi à la basse. En février 2017, le titre (Architecture of a God), la liste des titres et la couverture de l'album sont publiés.

## Membres

### Membres actuels
- Andrea Cantarelli (Anders Rain) - guitare (depuis 1991)
- Carlo Andrea Magnani (Olaf Thorsen) - guitare (1991–2002, depuis 2009)
- Roberto Tiranti (Rob Tyrant) - chant (1997–1998, 1999-2014, depuis 2016), basse (2006–2010)
- Oleg Smirnoff - claviers (depuis 2016)
- John Macaluso - batterie (depuis 2016)
- Nik Mazzucconi - basse (depuis 2016)

### Anciens membres
- Fabio Tordiglione (Fabio Lione) - chant (1991–1997)
- Franco Rubulotta (Frank Andiver) - batterie (1991–1997)
- Luca Contini (Ken Taylor) - claviers (1991–1997)
- Andrea Bartoletti - basse (1991–1994)
- Cristiano Bertocchi (Chris Breeze) - basse (1995–2006)
- Andrea De Paoli (Andrew McPauls) - claviers (1997–2016)
- Mattia Stancioiu (Mat Stancioiu) - batterie (1997–2010)
- Adolfo Morviducci (Morby) - chant (1998–1999)
- Pier Gonella - guitare (2003–2008)
- Alessandro Bissa - batterie (2010–2016)
- Sergio Pagnacco - basse (2010–2016)
- Mark Boals - chant (2014-2016)

## Discographie

### Albums studio
- 1995 - No Limits
- 1998 - Return to Heaven Denied
- 2000 - Sons of Thunder
- 2003 - Labyrinth
- 2005 - Freeman
- 2007 - 6 Days to Nowhere
- 2010 - Return to Heaven Denied Pt. II : "A Midnight Autumn's Dream"
- 2017 - Architecture of a God
- 2021 - Welcome to the Absurd Circus
- 2025 - In the Vanishing Echoes of Goodbye

### Compilations et Albums en public
- 2011 - As Time Goes By... (Compilation)
- 2018 - Return to Live (Concert enregistré au Live Club à Trezzo sull'Adda, le 30 octobre 2016)